# Compay Segundo
Compay Segundo, eredeti nevén Máximo Francisco Repilado Muñoz (Siboney, 1907. november 18. – Havanna, 2003. július 13.) kubai zeneszerző, muzsikus. 1997-ben vált világszerte ismertté a Buena Vista Social Club című lemezen és a hasonló című filmben való közreműködése nyomán.

## Élete
9 éves korától Santiago de Cuba városában nevelkedett. Dohányárusként, majd borbélyként kereste kenyerét, közben szolfézst és klarinétot tanult. Autodidaktaként sajátította el a gitár és a tres cubano nevű gitárszerű népi hangszer technikáját. A két hangszer összeházasításából hozta létre, találta fel az általa armónico-nak vagy trilina-nak nevezett 7 húros hangszert, melynek hangzása, megjelenése szorosan összefonódott személyével. Kiválóan játszott még bongón és kongán is.
Hazájában először az 1940-es, 1950-es években lett népszerű, ismert muzsikus, mikor társával, Lorenzo Hierrezuelo-val megalakította a Los Compadres duót. Innen származik művészneve, „Segundo”, mivel ő énekelte a Compadres-ben a második szólamot. Ebben a korszakában alakította ki kifogyhatatlan repertoárját. Kedvelt műfajai voltak a son, a guaracha, a guajira, a merengue, a congo.
Jóval nyugalomba vonulása után, a 80-as évek végén vált újra ismertté Kubában, Compay Segundo y sus Muchachos nevű zenekarával 1994-ben európai turnét is tett. A világhírt a Buena Vista Social Club című album hozta el számára 1997-ben, amely több Grammy-díjat is nyert. Wim Wenders azonos című dokumentumfilmjében is szerepelt. Chan chan című világhírű dalát II. János Pál pápa előtt is előadhatta, Yo Vengo Aquí (1996) és Calle salud (1999) című albumai aranylemezek lettek.
115 évig szándékozott élni, napi egy puro, vagyis kubai szivar elfogyasztása mellett, de „csak” 95 év adatott neki.

## Lemezei
- Sentimiento Guajiro
- Cantando en el Llano
- Compay Segundo y Compay Primo
- Mi Son Oriental
- Los Reyes del Son
- Los Compadres
- 1956-1995
- Balcón de Santiago
- Balcón de Santiago – Reedición
- Saludo, Compay
- 1996-2002
- Cien Años de Son
- Son del Monte
- Buena Vista Social Club
- Antologia (1997)
- Lo Mejor de la Vida
- Calle Salud 1999
- Yo Soy del Norte
- Antologia (2001)
- Las Flores de la Vida
- Duets, duó-válogatás